# Big Mowbray Falls
Big Mowbray Falls – wodospad położony w Australii (Queensland), na rzece Mowbray River, wysokości 220 metrów i średniej szerokości 12 metrów. Wodospad leży na terenie Mowbray National Park.